# Manta (Cundinamarca)
Pour les articles homonymes, voir Manta.
Manta est une municipalité située dans le département de Cundinamarca, en Colombie.